# Diócesis de Gurk
La diócesis de Gurk (en latín: Dioecesis Gurcen(sis) y en alemán: Diözese Gurk) es una circunscripción eclesiástica latina de la Iglesia católica en Austria, sufragánea de la arquidiócesis de Salzburgo. La diócesis tiene al obispo Josef Marketz como su ordinario desde el 3 de diciembre de 2019.

## Territorio y organización

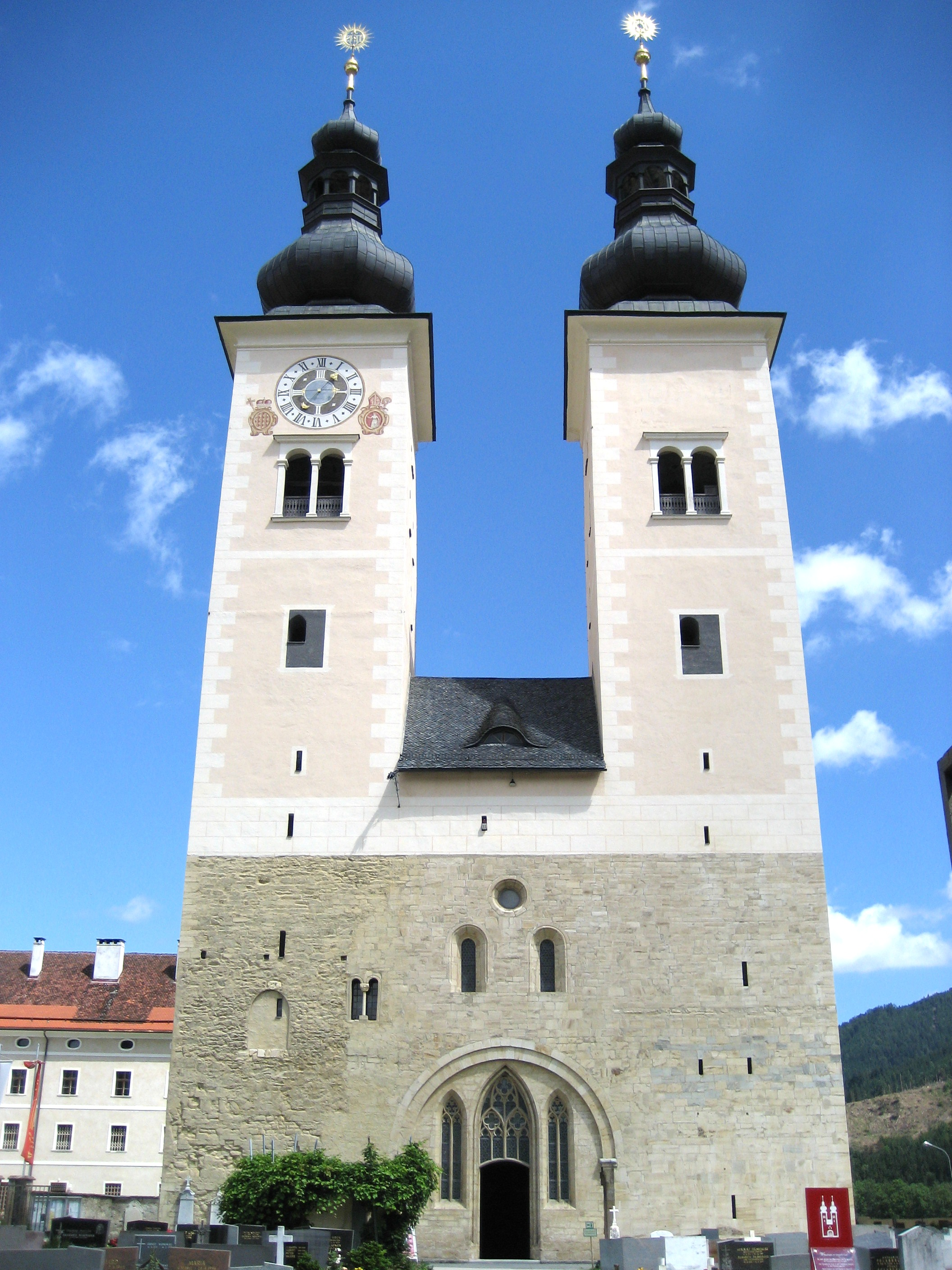
Concatedral de Santa Emma

La diócesis tiene 9536 km² y extiende su jurisdicción sobre los fieles católicos de rito latino residentes en el estado de Carintia.
La sede de la diócesis se encuentra en la ciudad de Klagenfurt, en donde se halla la Catedral de San Pedro y San Pablo. En Gurk se encuentra la Concatedral de Santa Emma. En la diócesis también se encuentran 2 basílicas menores: la basílica de Santa María de Loreto, en St. Andrä, y la basílica santuario de María Luggau, en Lesachtal. En Maria Saal se halla la iglesia de la Asunción de María (exconcatedral).
En 2019 en la diócesis existían 336 parroquias agrupadas en 21 decanatos.

## Historia
A finales de la época romana, había dos sedes episcopales, Teurnia y Virunum, en el territorio de la actual diócesis de Gurk. La recristianización de la región, tras las invasiones de los eslavos, fue obra de monjes misioneros irlandeses o monjes de la escuela irlandesa llegados de Salzburgo y Aquilea. A principios del siglo IX, Carlomagno confió Carintia al cuidado de los arzobispos de Salzburgo.
Dada la distancia y las dificultades de comunicación entre Salzburgo y Carintia, desde mediados del siglo VIII los arzobispos enviaron corepíscopos a esa región para una mayor eficacia de la obra de evangelización. El primero de ellos fue el monje irlandés Modesto que situó su sede cerca de la antigua Virunum (hoy Maria Saal), en donde construyó la iglesia de la Asunción de María.
Después de aproximadamente un siglo de abandono, el arzobispo Gebhard (1060-1088) volvió a nombrar un obispo para Carintia, que ya no tenía su sede en Maria Saal, sino en Gurk, una ubicación más central que la sede anterior, donde Gebhard instituyó de facto una nueva diócesis.
Para esta nueva institución, Gebhard obtuvo la autorización del papa Alejandro II el 21 de marzo de 1070 y la del emperador 
Enrique IV el 4 de febrero de 1072. El 6 de mayo el primer obispo, Günther von Krappfeld, recibió la consagración episcopal en la iglesia de St. Marien en Gurk de manos del arzobispo Gebhard, asistido por Altwin de Bresanona y Ellenhard de Frisinga.
Esta diócesis, como las de Seckau, Chiemsee y Lavant (hoy arquidiócesis de Maribor), fueron diócesis "propias" del arzobispo de Salzburgo (en alemán: Salzburger Eigenbistumer), es decir, diócesis fundadas por los arzobispos de Salzburgo dentro de la vasta territorio de su arquidiócesis, que nombraba directamente a los obispos y los entronizaba en sus respectivas sedes. La diócesis de Gurk no tenía un territorio definido, no había cabildo de los canónigos y ni siquiera una verdadera catedral, si no que la pequeña iglesia de St. Marien, que había pertenecido al monasterio fundado por Emma de Gurk.
El obispo Hiltebold instituyó el capítulo de canónigos en 1124, y el 17 de julio de 1131 obtuvo del arzobispo Conrado una delimitación más precisa de su territorio, consistente en los valles de Gurk y Metnitz y la vertiente norte del valle de Glan. El obispo Roman comenzó los trabajos de construcción de la catedral alrededor de 1140, que se completó alrededor de 1200; en 1174 se trasladaron allí las reliquias de santa Emma. Roman mismo completó la construcción del castillo de Straßburg, la residencia de los obispos de Gurk.
Fue durante el episcopado de Roman que el cabildo de canónigos de la catedral intentó en vano establecerse en el nombramiento de los obispos de Gurk, llegando incluso a producir diplomas falsos. En este período comenzó una larga disputa entre los obispos y el capítulo de Gurk por un lado y los arzobispos de Salzburgo por el otro sobre el derecho a nombrar a los obispos de Gurk. El 29 de septiembre de 1199 el rey Felipe de Suabia confirmó los derechos de los arzobispos de Salzburgo, por lo que el capítulo entonces apeló a la Santa Sede. La controversia continuó a lo largo de la primera parte del siglo XIII, incluso con el concurso de armas, hasta que el 8 de octubre de 1232 se llegó a un acuerdo: el obispo de Gurk sería elegido por el capítulo de los canónigos de la catedral de una tríada de nombres decididos por el arzobispo de Salzburgo. Este acuerdo permaneció en vigor, al menos teóricamente, hasta 1535, pero ya durante los siglos XIV y XV tanto los papas como los Habsburgo intervinieron en varias ocasiones para imponer a su candidato.
En esta controversia, uno de los momentos más críticos fue el que siguió a la muerte del obispo Ernst Auer (27 de marzo de 1432): el cabildo, apoyado por los Habsburgo, eligió a Lorenz von Lichtenberg, mientras que el arzobispo presentaba a Hermann Gnas. El papa, llamado a actuar como árbitro en la disputa, nombró a otro obispo, Johann Schallermann, preboste de la catedral de Bresanona. El Concilio de Basilea, al que se dirigieron los dos excluidos, confirmó la decisión del papa en 1435.
El 25 de octubre de 1535 se llegó a un nuevo acuerdo sobre el nombramiento de los obispos de Gurk, que permaneció en vigor hasta 1918: los obispos de Gurk serían elegidos por el emperador, pero después de dos nombramientos imperiales, un nombramiento realizado por los arzobispos de Salzburgo. seguiría, sujeto a la aprobación del emperador; todo ello con exclusión de los derechos de la Santa Sede.
En la segunda mitad del siglo XVI, los obispos Urban Sagstetter (1556-1573) y Christoph Andreas von Spaur (1573-1601) trabajaron activamente para combatir la infiltración luterana en la diócesis y para implementar los decretos de reforma del Concilio de Trento.
En 1775 la diócesis amplió su territorio con la adición del distrito de Millstatt am See, sustraído de la arquidiócesis de Salzburgo.
Las reformas eclesiásticas introducidas por el emperador José II a finales del siglo XVIII llevaron en 1786 a una reorganización de la geografía eclesiástica de la parte sur de los territorios de los Habsburgo. La diócesis de Gurk amplió mucho su territorio con los territorios de Gmünd, Tainach y Friesach, que formaban parte de los vicariatos de la Alta y Baja Carintia de la arquidiócesis de Salzburgo. Además, al sur, incorporó importantes porciones de territorio tomadas de las arquidiócesis de Gorizia y 
Liubliana. Como parte de esta reforma, en 1787 la sede del obispado fue trasladada de Gurk a Klagenfurt.
Todos estos cambios se implementaron durante el episcopado de Franz Xaver von Salm-Reifferscheidt-Krautheim (1784-1822). Este obispo, el último de noble extracción, reabrió el seminario episcopal en 1801, después de haber sido cerrado por José II; hizo trazar un mapa completo de los decanatos diocesanos; reconstruyó el castillo de Straßburg e hizo construir el nuevo palacio episcopal en Klagenfurt. Durante las guerras napoleónicas, animó a sus fieles a la resistencia patriótica contra los invasores.
El 20 de mayo de 1857 la diócesis incorporó las parroquias de Carintia que formaban parte de la diócesis de Lavant, cuya sede se trasladó simultáneamente a Maribor en Eslovenia. Fue en esta ocasión que Sankt Andrä, sede de los obispos de Lavant, pasó a formar parte de la diócesis de Gurk.
Al final de la Primera Guerra Mundial porciones menores de la diócesis se encontraron al otro lado de las fronteras con Italia y Yugoslavia. En 1923 los obispos de Lavant recibieron la administración de las parroquias de la diócesis de Gurk en territorio yugoslavo en el valle de Mies, mientras que las parroquias yugoslavas de la costa fueron entregadas a los arzobispos de Liubliana; estos territorios fueron definitivamente perdidos por la diócesis austríaca en 1964. El 20 de febrero de 1933, en virtud de la bula Quo Christifideles del papa Pío XI, Gurk cedió el decanato de Tarvisio a la arquidiócesis de Údine.
Con la Primera Guerra Mundial también había caído la dinastía de los Habsburgo, lo que provocó la modificación de la legislación sobre el nombramiento de los obispos de Gurk. Un decreto de la Congregación Consistorial del 6 de mayo de 1920 decidió que en adelante el nombramiento del obispo lo haría el papa sobre una terna propuesta por los arzobispos de Salzburgo. Sin embargo, esta regla se aplicó por primera vez recién en 1945. De hecho, el último obispo designado por el emperador Francisco José, Adam Hefter, permaneció en el cargo hasta 1939, cuando, debido a sus posiciones filonazis, se vio obligado a dimitir. La Segunda Guerra Mundial impidió el nombramiento de un nuevo obispo hasta 1945.

## Estadísticas
De acuerdo al Anuario Pontificio 2020 la diócesis tenía a fines de 2019 un total de 363 505 fieles bautizados.
| Año                                                                             | Población            | Población | Población      | Sacerdotes | Sacerdotes    | Sacerdotes    | Bautizados por sacerdote | Diáconos permanentes | Religiosos | Religiosos | Parroquias |
| Año                                                                             | Bautizados católicos | Total     | % de católicos | Total      | Clero secular | Clero regular | Bautizados por sacerdote | Diáconos permanentes | Varones    | Mujeres    | Parroquias |
| ------------------------------------------------------------------------------- | -------------------- | --------- | -------------- | ---------- | ------------- | ------------- | ------------------------ | -------------------- | ---------- | ---------- | ---------- |
| 1950                                                                            | 430 000              | 500 000   | 86.0           | 531        | 392           | 139           | 809                      |                      | 171        | 543        | 329        |
| 1970                                                                            | 450 516              | 526 830   | 85.5           | 438        | 320           | 118           | 1028                     |                      | 146        | 574        | 333        |
| 1980                                                                            | 461 768              | 537 667   | 85.9           | 384        | 278           | 106           | 1202                     |                      | 127        | 511        | 337        |
| 1990                                                                            | 467 650              | 542 000   | 86.3           | 328        | 240           | 88            | 1425                     | 10                   | 106        | 437        | 337        |
| 1999                                                                            | 443 921              | 564 237   | 78.7           | 291        | 207           | 84            | 1525                     | 30                   | 97         | 343        | 337        |
| 2000                                                                            | 442 801              | 563 925   | 78.5           | 284        | 203           | 81            | 1559                     | 30                   | 91         | 356        | 337        |
| 2001                                                                            | 441 287              | 550 590   | 80.1           | 277        | 197           | 80            | 1593                     | 30                   | 96         | 310        | 337        |
| 2002                                                                            | 440 095              | 561 126   | 78.4           | 287        | 208           | 79            | 1533                     | 39                   | 98         | 312        | 337        |
| 2003                                                                            | 438 878              | 559 404   | 78.5           | 265        | 194           | 71            | 1656                     | 38                   | 91         | 231        | 337        |
| 2004                                                                            | 436 795              | 558 006   | 78.3           | 264        | 194           | 70            | 1654                     | 38                   | 90         | 292        | 337        |
| 2006                                                                            | 414 699              | 559 621   | 74.1           | 261        | 191           | 70            | 1588                     | 38                   | 81         | 296        | 337        |
| 2013                                                                            | 387 619              | 557 773   | 69.5           | 243        | 188           | 55            | 1595                     | 49                   | 65         | 244        | 336        |
| 2016                                                                            | 381 000              | 557 641   | 68.3           | 285        | 239           | 46            | 1336                     | 58                   | 57         | 206        | 336        |
| 2019                                                                            | 363 505              | 560 983   | 64.8           | 240        | 198           | 42            | 1514                     | 65                   | 50         | 191        | 336        |
| Fuente: Catholic-Hierarchy, que a su vez toma los datos del Anuario Pontificio. |                      |           |                |            |               |               |                          |                      |            |            |            |

## Episcopologio
- Günther von Krappfeld † (6 de mayo de 1072-15 de junio de 1090 falleció)
- Berthold von Zeltschach † (1090-1106 depuesto)
- Hiltebold † (1106-8 de octubre de 1132 falleció)
- Roman † (1132-3 de abril de 1167 falleció)
- Heinrich, O.S.B. † (1 de agosto de 1167-3 de octubre de 1174 falleció)
- Roman von Leibnitz † (1174-17 de agosto de 1179 falleció)
- Dietrich von Albeck † (1179-enero de 1194 renunció)
- Wernher † (1194-21 de diciembre de 1195 falleció)
- Ekkehard † (1196-23 de abril de 1200 falleció)
- Walther Truchsess von Waldburg, O.S.B. † (abril o mayo de 1200-18 de enero de 1213 falleció)
  - Otto † (abril de 1214-30 de julio de 1214 falleció) (obispo electo)
- Heinrich von Pettau † (septiembre de 1214-7 de septiembre de 1217 falleció)
- Ulschalk † (septiembre de 1218-4 de diciembre de 1220 renunció)
- Ulrich von Ortenburg † (15 de enero de 1222-14 de septiembre de 1253 falleció)
- Dietrich von Marburg † (octubre de 1253-10 de noviembre de 1278 falleció)
- Johann von Ennsthal † (25 de mayo de 1279-22 de julio de 1281 falleció)
  - Konrad von Lupburg † (17 de junio de 1282-antes del 11 de mayo de 1283 renunció) (obispo electo)
- Hartnid von Lichtenstein-Offenberg † (19 de julio de 1283-28 de noviembre de 1298 falleció)
- Heinrich von Helfenberg † (13 de abril de 1299-febrero de 1326 falleció)
- Gerold von Friesach † (1326-7 de diciembre de 1333 falleció)
- Lorenz von Brunne † (1334-5 de agosto de 1337 falleció)
- Konrad von Salmansweiler † (1 de octubre de 1337-diciembre de 1344 falleció)
- Ulrich von Wildhaus † (1344-26 de agosto de 1351 falleció)
- Paul von Jägerndorf † (24 de octubre de 1351-15 de mayo de 1359 nombrado obispo de Frisinga)
- Johann von Lenzburg † (16 de octubre de 1359-14 de febrero de 1364 nombrado obispo de Bresanona)
- Johann von Töckheim † (6 de marzo de 1364-29 de febrero de 1376 falleció)
- Johann von Mayrhofen † (junio de 1376-30 de enero de 1402 falleció)
- Konrad von Hebenstreit † (21 de julio de 1402-23 de marzo de 1411 nombrado obispo de Frisinga)
- Ernst Auer † (23 de marzo de 1411-27 de marzo de 1432 falleció)
- Johann Schallermann † (28 de enero de 1433-1453 renunció)
  - Lorenz von Lichtenberg † (1432-4 de julio de 1438 nombrado obispo de Lavant) (antiobispo)
- Ulrich Sonnberger † (5 de noviembre de 1453-29 de diciembre de 1469 falleció)
- Sixtus von Tannberg † (23 de abril de 1470-12 de enero de 1474 nombrado obispo de Frisinga)
- Lorenz von Freiberg † (11 de mayo de 1474-15 de agosto de 1487 falleció)
- Raymond Pérault, O.E.S.A. † (21 de febrero de 1491-6 de octubre de 1501 renunció)
- Matthäus Lang von Wellenburg † (6 de octubre de 1501-11 de marzo de 1522 renunció)
- Girolamo Balbi † (23 de febrero de 1523-25 de junio de 1526 renunció)
- Antonio Hoyos de Salamanca † (25 de junio de 1526 por sucesión-1551 falleció)
- Johann von Schönburg, O.S.B. † (1551-1555 falleció?)
- Urban Sagstetter von Gurk † (3 de julio de 1556-13 de octubre de 1573 falleció)
- Christoph Andreas von Spaur † (1573-14 de marzo de 1601 nombrado obispo de Bresanona)
- Johann Jakob von Lamberg † (25 de febrero de 1603-7 de febrero de 1630 falleció)
- Sebastian von Lodron † (26 de agosto de 1630-4 de septiembre de 1643 falleció)
- Franz von Lodron † (30 de septiembre de 1643-30 de noviembre de 1653 falleció)
- Sigismondo Francesco d'Austria † (25 de febrero de 1653-28 de mayo de 1665 renunció)[10]
- Wenzeslaus von Thun † (9 de noviembre de 1665-8 de enero de 1673 falleció)[11]
- Polykarp Wilhelm von Kuenburg † (24 de febrero de 1674-15 de julio de 1675 falleció)
- Johannes von Goes † (16 de enero de 1676-19 de octubre de 1696 falleció)
- Otto de la Bourde † (27 de abril de 1697-24 de diciembre de 1708 falleció)
- Jakob Maximilian von Thun und Hohenstein † (30 de agosto de 1709-26 de julio de 1741 falleció)
- Josef Maria von Thun und Hohenstein † (11 de enero de 1742-29 de marzo de 1762 nombrado obispo de Passau)
- Hieronymus Joseph Franz von Colloredo † (8 de mayo de 1762-22 de junio de 1772 nombrado arzobispo de Salzburgo)
- Joseph Franz Anton von Auersperg † (31 de enero de 1773-25 de junio de 1784 nombrado obispo de Passau)
- Franz Xaver Altgraf von Salm-Reifferscheidt-Krautheim † (1784-19 de abril de 1822 falleció)
  - Sede vacante (1822-1824)
- Jakob Peregrin Paulitsch † (30 de mayo de 1824-5 de enero de 1827 falleció)
- Georg Mayer † (19 de abril de 1828-22 de marzo de 1840 falleció)
- Franz Anton Gindl † (15 de agosto de 1841-24 de octubre de 1841 falleció)
- Adalbert Lidmansky † (13 de mayo de 1842-23 de julio de 1858 falleció)
- Valentin Wiery † (30 de octubre de 1858-29 de diciembre de 1880 falleció)
- Peter Funder † (13 de mayo de 1881-2 de octubre de 1886 falleció)
- Josef Kahn † (19 de marzo de 1887-28 de octubre de 1910 renunció)
- Balthasar Kaltner † (3 de noviembre de 1910-25 de mayo de 1914 nombrado arzobispo de Salzburgo)
- Adam Hefter † (26 de diciembre de 1914-4 de mayo de 1939 renunció[12])
  - Sede vacante (1939-1945)
- Josef Köstner † (25 de junio de 1945-25 de abril de 1981 retirado)
- Egon Kapellari (7 de diciembre de 1981-14 de marzo de 2001 nombrado obispo de Graz-Seckau)
- Alois Schwarz (22 de mayo de 2001-17 de mayo de 2018 nombrado obispo de Sankt Pölten)[13]
- Josef Marketz, desde el 3 de diciembre de 2019